# Витория (микрорегион)

Витория на карте.

Витория (порт. Microrregião de Vitória) — микрорегион в Бразилии, входит в штат Эспириту-Санту. Составная часть мезорегиона Центр штата Эспириту-Санту. 
Население составляет 	1 565 393	 человека (на 2010 год). Площадь — 	1 446,742	 км². Плотность населения — 	1082,01	 чел./км².

## Демография
Согласно сведениям, собранным в ходе переписи 2010 г. Национальным институтом географии и статистики (IBGE), население микрорегиона составляет:						
| Полное население                             | Полное население                             | Полное население                             | Полное население                             | 1 565 393 |
| -------------------------------------------- | -------------------------------------------- | -------------------------------------------- | -------------------------------------------- | --------- |
| в том числе:                                 | Городское население                          | 1 544 101                                    | Процент городского населения, %              | 98,64     |
|                                              | Сельское население                           | 21 292                                       | Процент сельского населения, %               | 1,36      |
|                                              | Мужское население                            | 757 658                                      | Процент мужского населения, %                | 48,40     |
|                                              | Женское население                            | 807 735                                      | Процент женского населения, %                | 51,60     |
| Плотность населения, чел/км²                 | Плотность населения, чел/км²                 | Плотность населения, чел/км²                 | Плотность населения, чел/км²                 | 1082,01   |
| Население микрорегиона в % к населению штата | Население микрорегиона в % к населению штата | Население микрорегиона в % к населению штата | Население микрорегиона в % к населению штата | 44,54     |

## Статистика
- Валовой внутренний продукт на 2003 составляет 18 080 229 060,00 реалов (данные: Бразильский институт географии и статистики).
- Валовой внутренний продукт на душу населения на 2003 составляет 12 450,85 реалов (данные: Бразильский институт географии и статистики).
- Индекс развития человеческого потенциала на 2000 составляет 0,792 (данные: Программа развития ООН).

## Состав микрорегиона
В составе микрорегиона включены следующие муниципалитеты:
1. Кариасика
2. Серра
3. Виана
4. Вила-Велья
5. Витория